# Chlorurus
Genre
Chlorurus est un genre de poissons marins tropicaux de la famille des Scaridae, de l'ordre des Perciformes, aussi appelés « poissons-perroquets ».

## Description et caractéristiques
Ce sont des poissons-perroquets typiques, généralement bleus à l'âge adulte (qui est le stade mâle) équipés d'un puissant bec qui leur sert à broyer le corail ou d'autres nourritures dures (même s'ils se nourrissent aussi d'herbes marines et d'algues, comme celles du genre Halimeda). On peut les distinguer de leurs cousins du genre Scarus par un bec généralement plus puissant et un front plus bombé, surtout chez les vieux individus : en effet, ils font partie des poissons-perroquets « broyeurs » (excavators), pourvus d'un bec particulièrement puissant, dont l'action laisse des traces profondes dans le corail (les autres, les « gratteurs », se contentent de gratter le film algal superficiel). 

## Liste des espèces
Selon World Register of Marine Species (23 juillet 2014) :
- Chlorurus atrilunula (Randall & Bruce, 1983)
- Chlorurus bleekeri (de Beaufort, 1940) -- Perroquet joue blanche
- Chlorurus bowersi (Snyder, 1909)
- Chlorurus capistratoides (Bleeker, 1847)
- Chlorurus cyanescens (Valenciennes, 1840)
- Chlorurus enneacanthus (Lacepède, 1802)
- Chlorurus frontalis (Valenciennes, 1840)
- Chlorurus genazonatus (Randall & Bruce, 1983) -- Perroquet à joue mauve
- Chlorurus gibbus (Rüppell, 1829) -- Perroquet machoîron, perroquet bossu bleu
- Chlorurus japanensis (Bloch, 1789)
- Chlorurus microrhinos (Bleeker, 1854)
- Chlorurus oedema (Snyder, 1909)
- Chlorurus perspicillatus (Steindachner, 1879)
- Chlorurus rhakoura Randall & Anderson, 1997
- Chlorurus sordidus (Forsskål, 1775) -- Perroquet-marguerite, perroquet brûlé (♂), perroquet grenat (♀)
- Chlorurus spilurus (Valenciennes, 1840)
- Chlorurus strongylocephalus (Bleeker, 1855) -- Perroquet grand bleu
- Chlorurus troschelii (Bleeker, 1853)

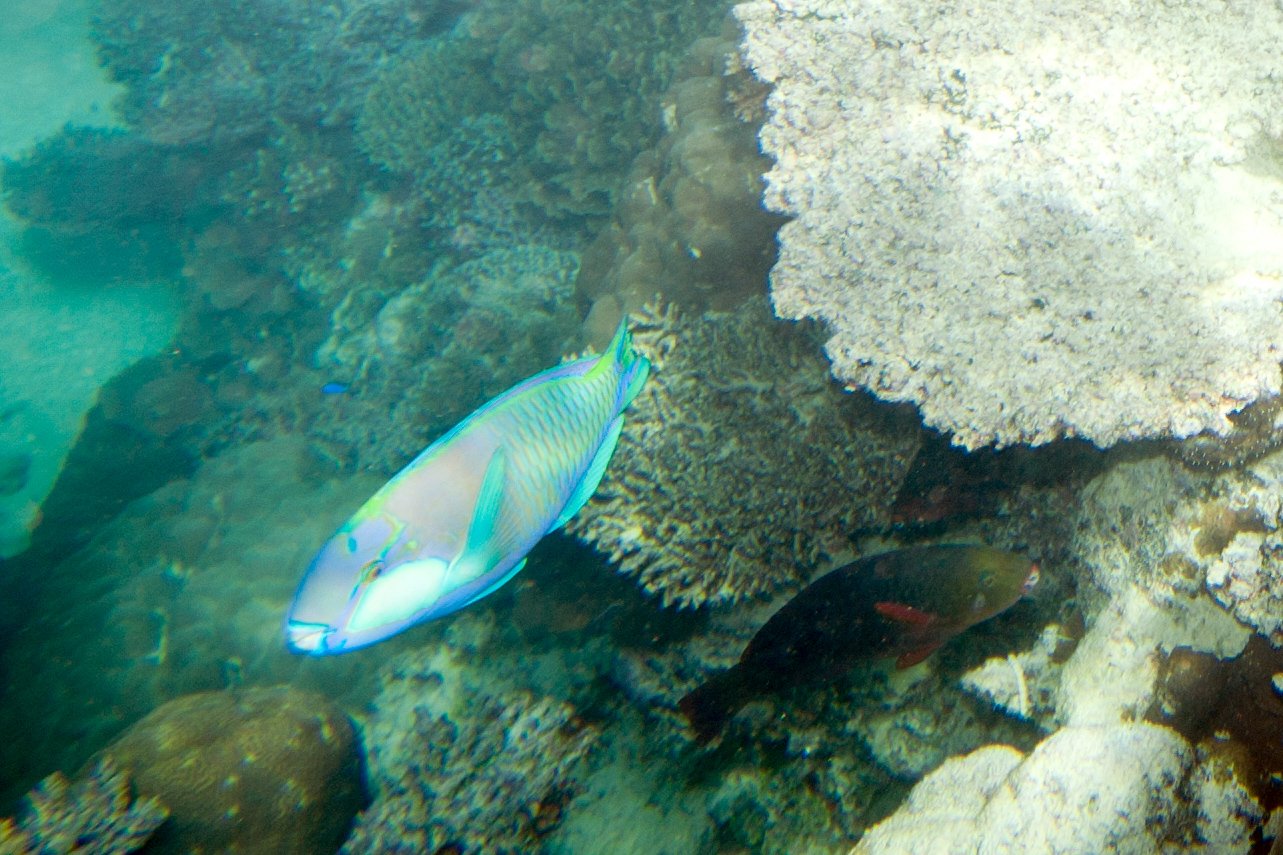
Chlorurus bleekeri
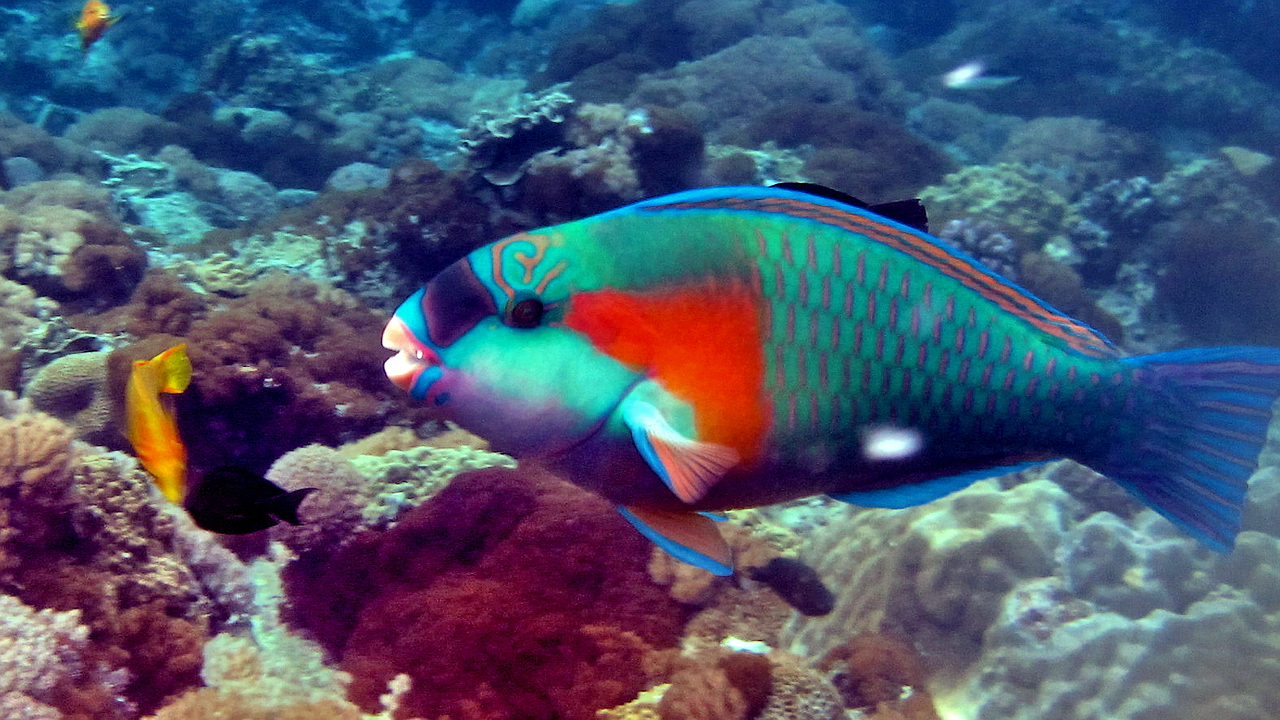
Chlorurus bowersi
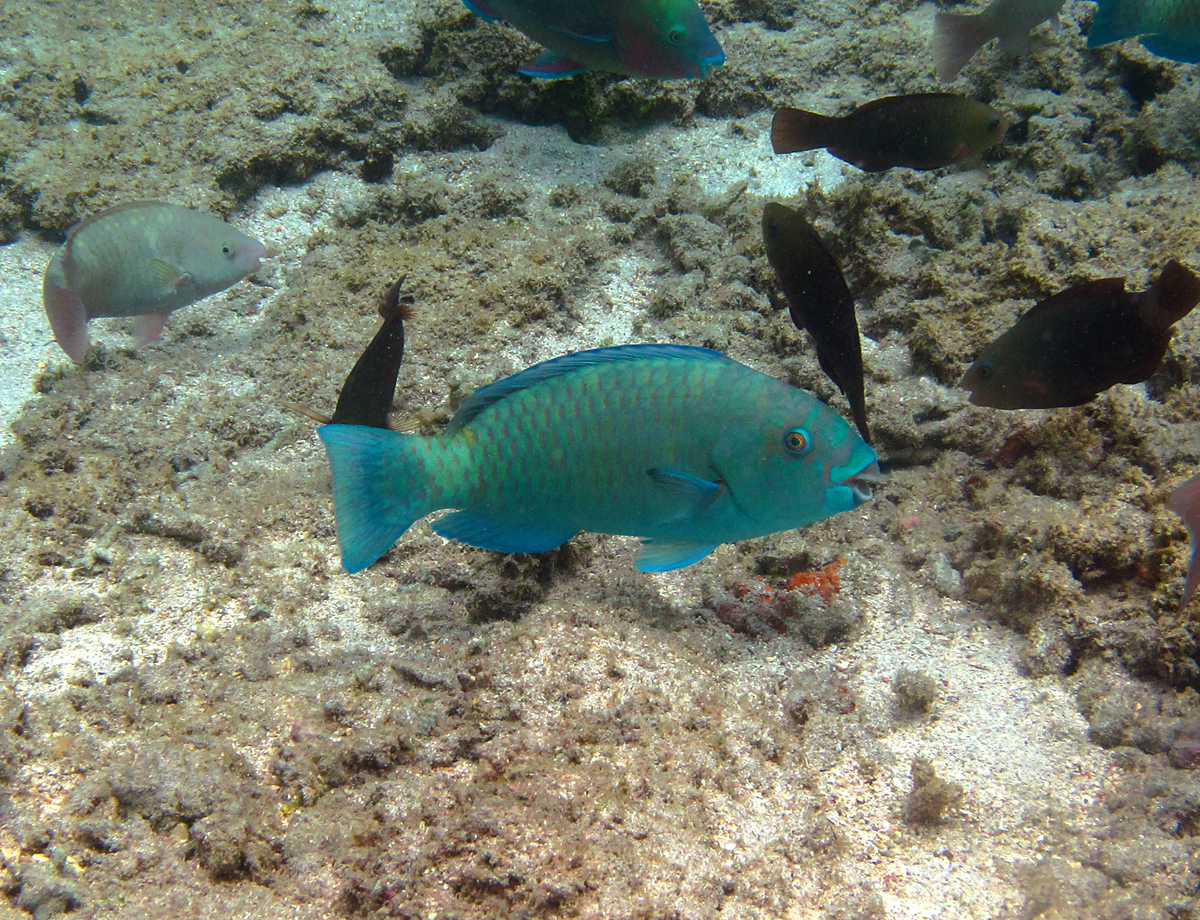
Chlorurus enneacanthus
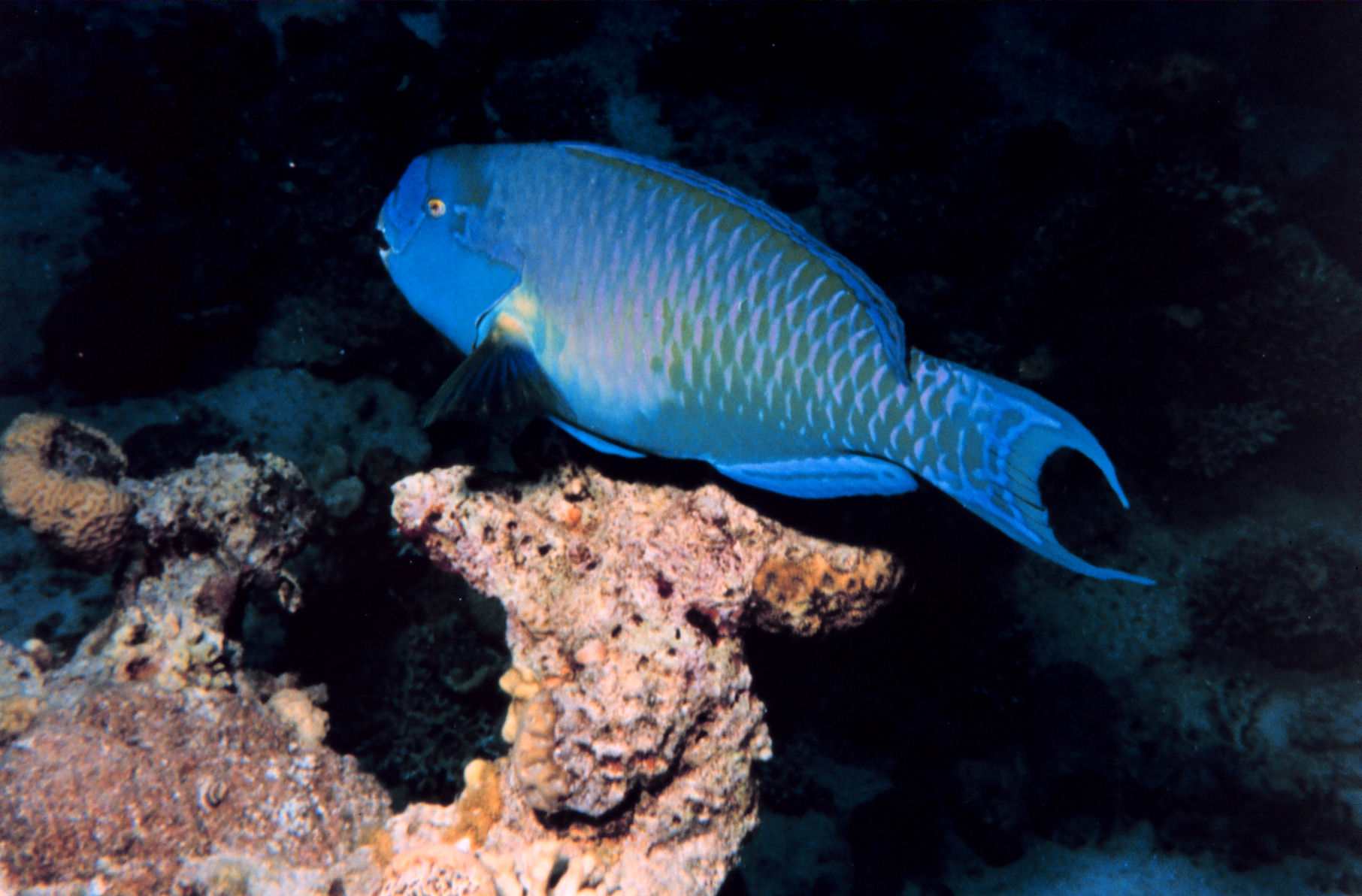
Chlorurus gibbus
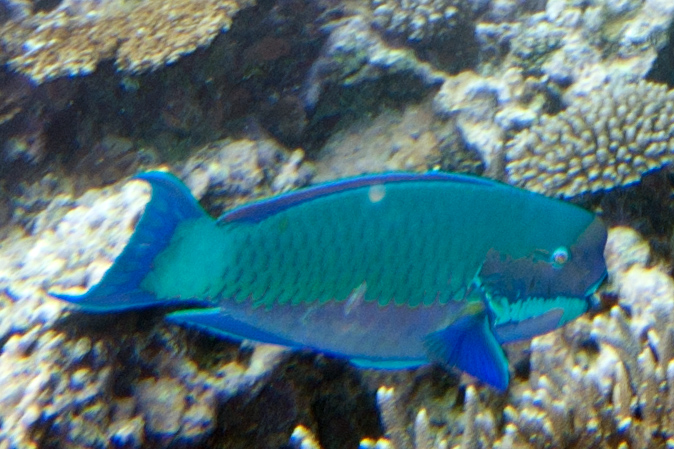
Chlorurus microrhinos
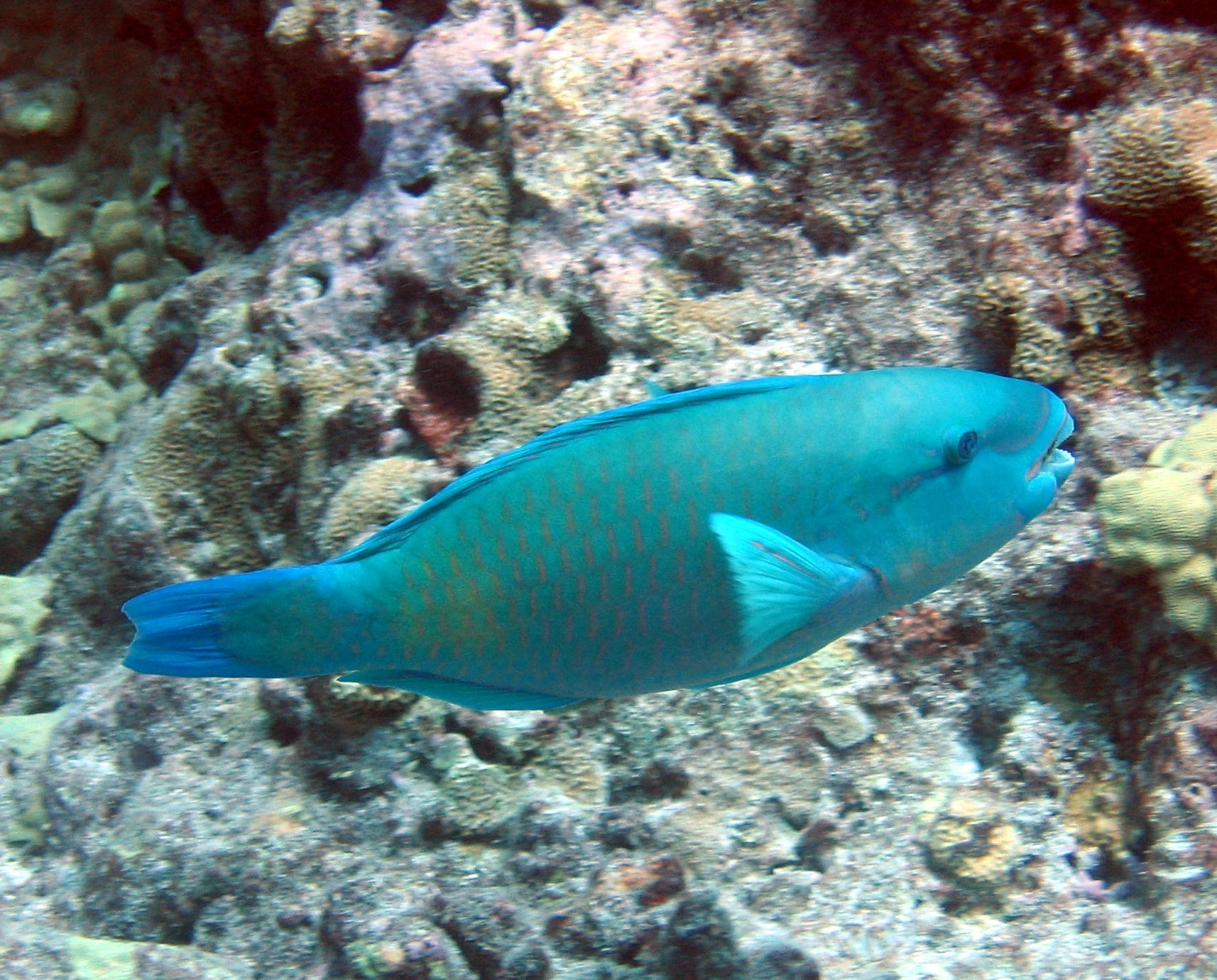
Chlorurus perspicillatus
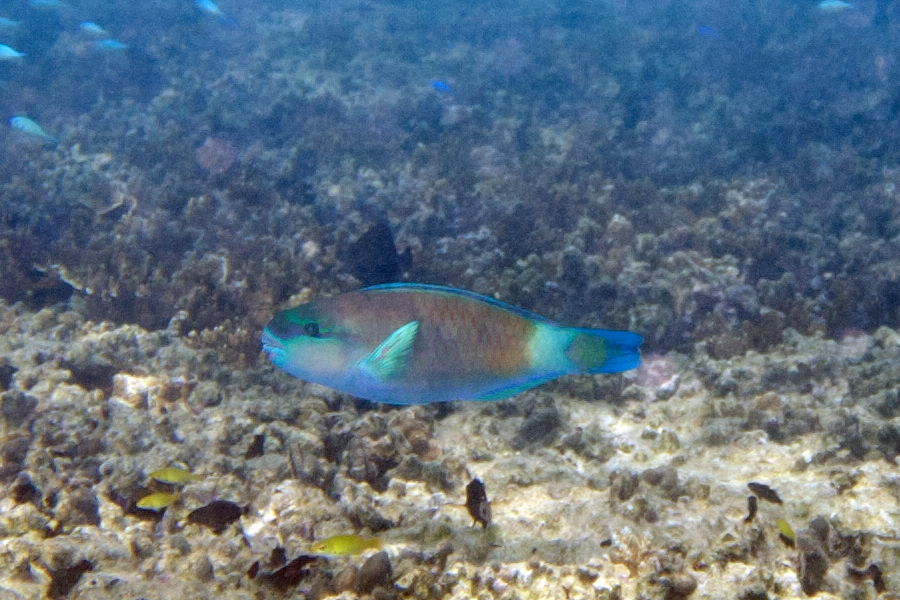
Chlorurus sordidus
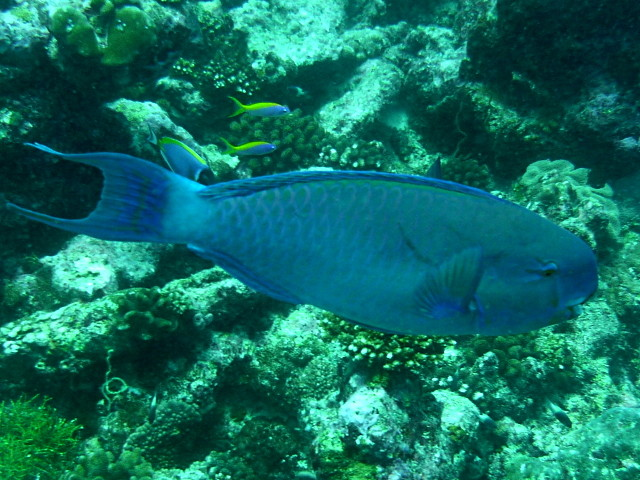
Chlorurus strongylocephalus
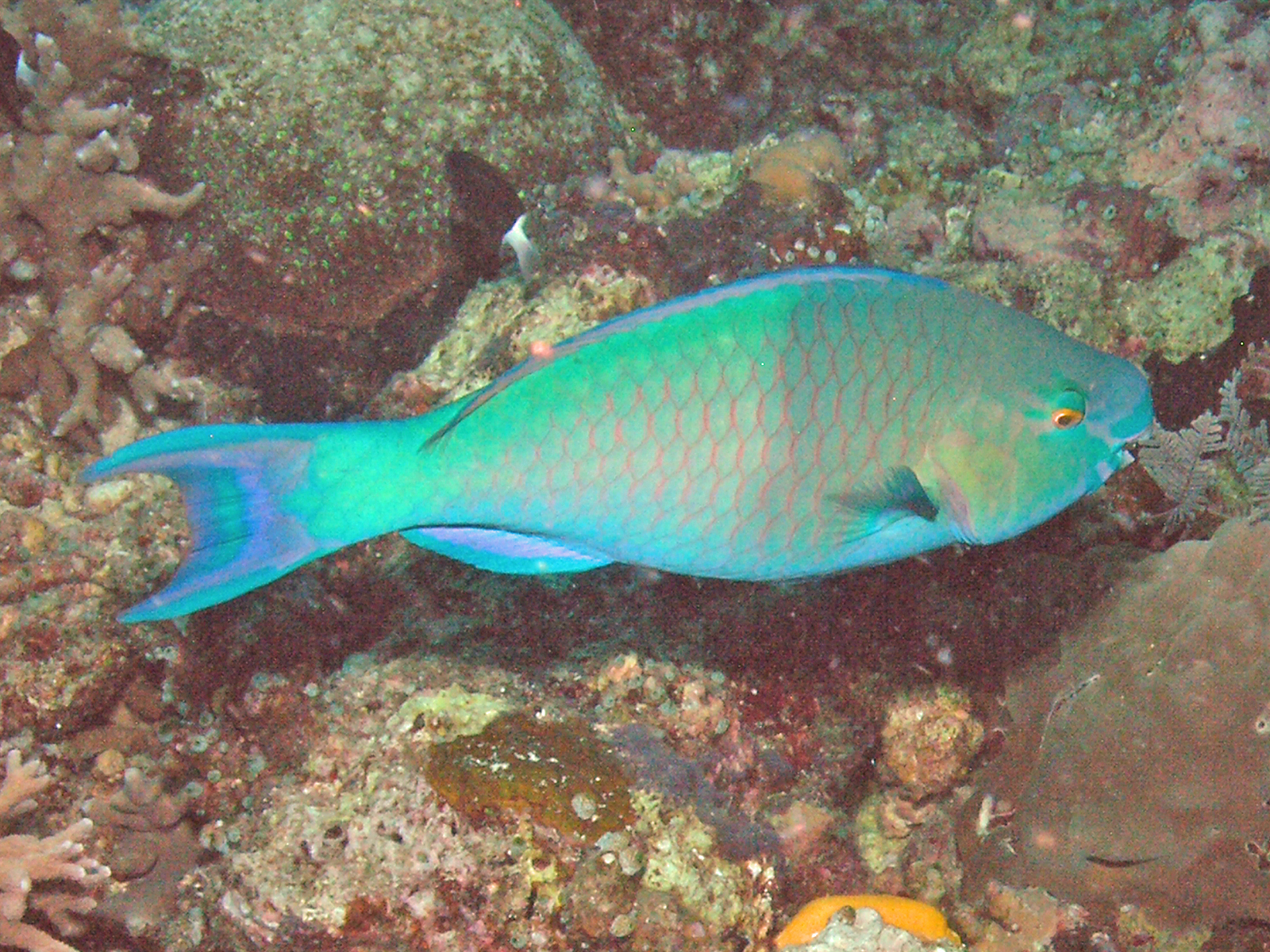
Chlorurus troschelii